# Aplocheilichthys usanguensis
Lacustricola usanguensis là một loài cá thuộc họ Poeciliidae. Nó là loài đặc hữu của Tanzania. Các môi trường sống tự nhiên của chúng là sông có nước theo mùa và đầm lầy.